# Cottaging

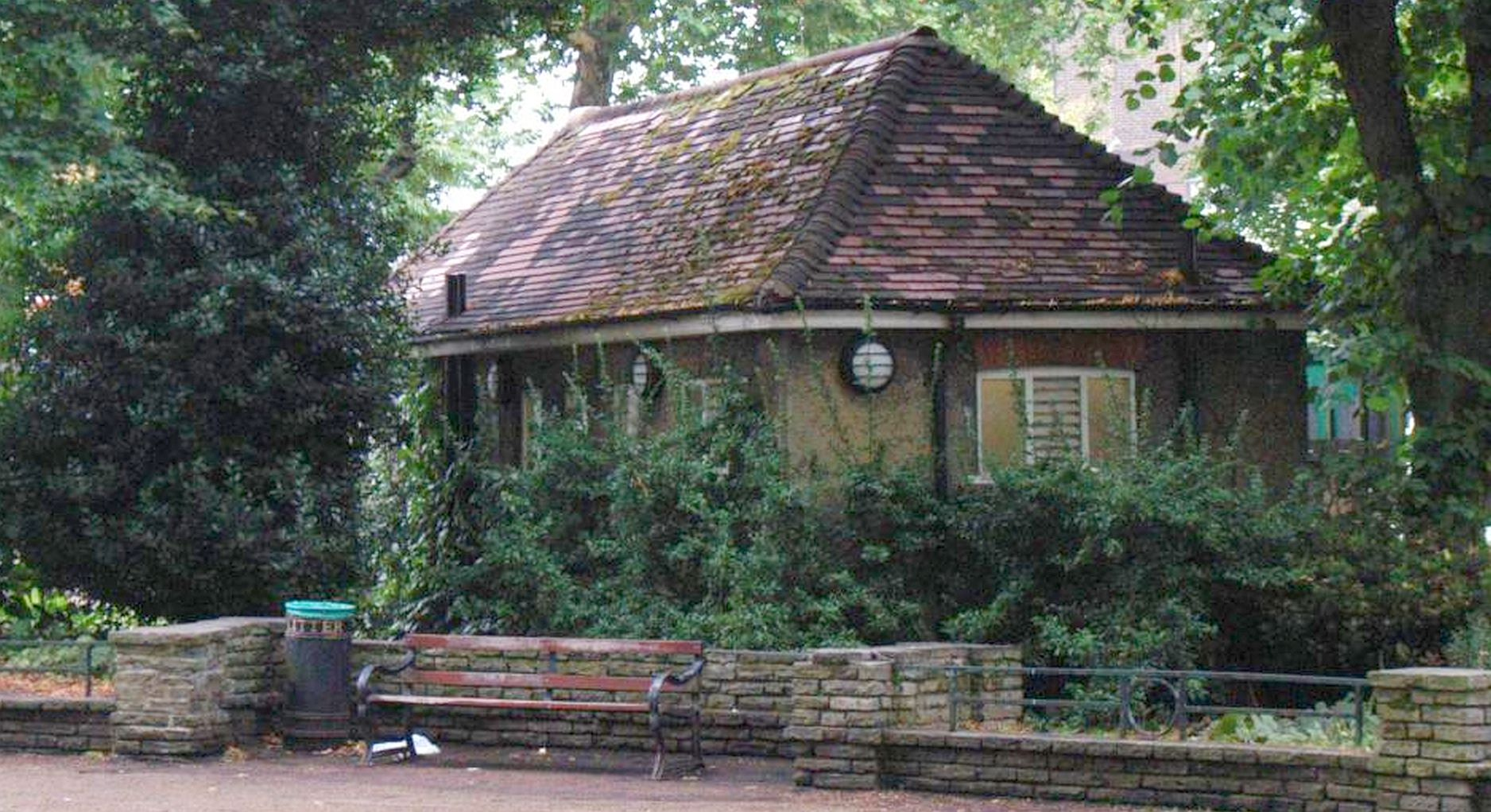
La aparición de baños públicos, como este en Pond Square, Camden, Londres, es el origen del término cottaging.

Cottaging (español: Cabaña) es un término del argot gay, originario del Reino Unido, que se refiere al sexo anónimo entre hombres en un baño público (llamados cottage o tea house), o hacer cancaneo por parejas sexuales con la intención de tener relaciones sexuales en otro lugar. El término tiene sus raíces en los baños públicos ingleses que se asemejan a pequeñas casas de campo (llamadas cottage en inglés) en su apariencia; en el idioma inglés esto se convirtió en un doble sentido por parte de los hombres homosexuales al referirse a los encuentros sexuales.
Está documentado que la palabra cottage, que generalmente significa una casa de campo pequeña y acogedora, se usó durante la época victoriana para referirse a un baño público y, en la década de 1960, su uso en este sentido se había convertido en una jerga exclusivamente homosexual. Este uso es predominantemente británico, aunque el término se usa ocasionalmente con el mismo significado en otras partes del mundo. Entre los hombres homosexuales en los Estados Unidos, los baños que se usan para este propósito se llaman tea room.

## Ubicaciones
Las cabañas estaban y están ubicadas en lugares muy utilizados por muchas personas, como estaciones de autobuses, estaciones de tren, aeropuertos y campus universitarios. A menudo, se perforan agujeros gloriosos en las paredes entre los cubículos de las cabañas populares. Las señales con los pies (tocar un pie, deslizar un pie ligeramente por debajo de la división entre los cubículos, atraer la atención del ocupante del cubículo contiguo) se utilizan para indicar que uno desea conectarse con la persona en el cubículo contiguo. En algunas cabañas muy utilizadas, se desarrolla una etiqueta y una persona puede funcionar como vigía para advertir si se acercan personas que no son de la casa.
Desde la década de 1980, más personas con autoridad se han dado cuenta de la existencia de cabañas en los lugares bajo su jurisdicción y han reducido la altura o incluso eliminado las puertas de los cubículos de las cabañas populares, o han ampliado las paredes entre los cubículos hasta el piso para evitar la señalización de los pies.

## Cabañas como lugares de encuentro
Antes del movimiento de liberación gay , muchos, si no la mayoría, de los hombres gay y bisexuales en ese momento estaban encerrados y casi no había grupos sociales gay públicos para personas menores de edad legal para beber. Como tal, las cabañas se encontraban entre los pocos lugares donde los hombres demasiado jóvenes para entrar en bares gay podían conocer a otros que sabían que eran homosexuales.
Internet trajo cambios significativos al cottaging, que anteriormente era una actividad realizada por hombres con otros hombres, a menudo en silencio sin comunicación más allá de las marcas de la pared de un cubículo. Hoy, se está estableciendo una comunidad en línea en la que los hombres intercambian detalles de ubicaciones, discutiendo aspectos como cuándo recibe el mayor tráfico, cuándo es más seguro y cómo facilitar los encuentros sexuales acordando horarios de reunión. El término cybercottage es utilizado por algunos hombres homosexuales y bisexuales que utilizan el juego de roles y la nostalgia de vivir en un espacio virtual o como un tablón de anuncios para organizar encuentros sexuales anónimos en la vida real.
Tearoom Trade de Laud Humphrey, publicado en 1970, fue un análisis sociológico y una observación entre el espacio social que los "baños" públicos (como se conoce eufemísticamente a los retretes en los EE. UU. buscaban satisfacer deseos sexuales que sus esposas, religión o vida social no podían. El estudio, que fue recibido con elogios por un lado por su innovación y críticas por el otro por haber denunciado a hombres "heterosexuales" y arriesgado su privacidad, sacó a la luz la multidimensionalidad de los baños públicos y la complejidad de sexo homosexual entre hombres heterosexuales que se identifican a sí mismos.

## Estatus legal
Los actos sexuales en baños públicos están prohibidos por muchas jurisdicciones. Es probable que el elemento de riesgo involucrado en el cottaging lo convierta en una actividad atractiva para algunos. 

### Citas
1. ↑  Dalzell y Victor, 2007, p. 165. «cottage noun a public lavatory used for homosexual encounters (UK)» [«cottage sustantivo un baño público utilizado para encuentros homosexuales (Reino Unido)»]
2. ↑  Dalzell y Victor, 2007, p. 642. «tearoom; t-room noun a public toilet. From an era when a great deal of homosexual contact was in public toilets; probably an abbreviation of 'toilet room'.» [«tearoom; t-room sustantivo un baño público. De una época en la que gran parte del contacto homosexual se daba en los baños públicos; probablemente una abreviatura de toilet room, 'cuarto de baño'»]
3. ↑  Mowlabocus, Sharif (2008). «Revisiting old haunts through new technologies». International Journal of Cultural Studies (en inglés) (Sage Publications) 11 (4): 419-439. ISSN 1367-8779. OCLC 438850398. S2CID 145664316. doi:10.1177/1367877908096004.
4. ↑  Anderson, Dan (2002). Sex Tips for Gay Guys (en inglés). Macmillan. ISBN 978-0-312-28873-0.
5. ↑  «Spies like us: His new thriller uses the latest DNA research and mobile phones as deadly weapons. So why look for inspiration in a Brompton cemetery? Henry Porter recalls a mix of luck, judgement and detective work». The Guardian (en inglés). 21 de junio de 1999. «I watched from the corner of my eye and began to notice something else: the men seemed to be pairing off and dipping from view. Finally the penny dropped – I had hit cottaging hour among the moss-covered memorials to Kensington's long-dead bourgeoisie. [Observé por el rabillo del ojo y comencé a notar algo más: los hombres parecían emparejarse y desaparecer de la vista. Finalmente me cayó la ficha: había llegado a la hora del cottaging entre los monumentos cubiertos de musgo a la burguesía muerta hace mucho tiempo de Kensington.]».
6. ↑  Baker, Paul (2004). Fantabulosa: A Dictionary of Polari and Gay Slang (en inglés). Continuum International Publishing Group. ISBN 978-0-8264-7343-1.
7. ↑  Ware, James Redding (1909). Passing English of the Victorian era (en inglés). ISBN 0-85409-932-8. (requiere suscripción).
8. ↑  Schofield, Michael George; Westwood, Gordon (1960). A minority: a report on the life of the male homosexual in Great Britain (en inglés). p. 74. «Most homosexuals regard 'cottaging' as very sordid and look down upon those who resort to this method of finding partners. [La mayoría de los homosexuales consideran que el cottaging es muy sórdido y menosprecian a quienes recurren a este método para encontrar pareja.]».
9. ↑  Maupin, A. (1984). Babycakes (en inglés). p. 105. ISBN 0-06-092483-7. « 'I was busted for cottaging... You know...doin' it in a cottage... A cottage', Wilfred repeated. 'A public loo.'  ["Me arrestaron por cottaging... Ya sabes... hacerlo en una cabaña... Una cabaña", repitió Wilfred. "Un baño público."]».
10. ↑  Rodgers, Bruce (1972). Gay Talk (The Queen's Vernacular): A Dictionary of Gay Slang (en inglés). Nueva York: Parragon Books, un sello de G.P. Putnam's Sons. p. 195.
11. ↑  «'Cottaging' closes campus toilets».
12. 1 2  «Memorandum by Chris Ashford, Senior Lecturer in Law, University of Sunderland».
13. ↑  En 1970, un estudiante de posgrado estadounidense en la Universidad de Washington, Laud Humphreys, publicó una tesis doctoral famosa y controvertida, Tearoom Trade: Impersonal Sex in Public Places, sobre el fenómeno de cottaging, intentando categorizar los diversos orígenes sociales y motivos personales. Véase (Humphreys 1975).
14. ↑  «A public inconvenience».
15. ↑  «Council vows to fight public sex».
16. ↑  Prejudice and Pride: Discrimination Against Gay People in Modern Britain de Bruce Galloway; Publicado por Routledge, 1983; ISBN 0-7100-9916-9, ISBN 978-0-7100-9916-7.
17. ↑  «"The web of desire or just deceit?: The internet has made it easier than ever to find a partner for casual sex, but having it all on a plate could mean that we end up losing our appetites"».
18. ↑  Ashford, Chris (2006). "The only gay in the village: Sexuality and the net". Information & Communications Technology Law. Taylor & Francis. 15 (3): 275–289. doi:10.1080/13600830600961202. ISSN 1360-0834. OCLC 441920510. S2CID 143673992. Just as the creation of the information society has allowed for the expansion in e-commerce and online communication, so too has it allowed for the expansion of online sites and communities that support minority sexual practices and activities. One such activity is the cottaging phenomenon, which involves men seeking sexual satisfaction in public lavatories with other men. Like many other groups, participants in this online community have embraced the emerging technology, utilising message boards and online discussion to offer advice, spread awareness of locations, arrange sexual meetings in the physical world and share cautions and warnings.
19. ↑  Mowlabocus, Sharif (2008). "Revisiting old haunts through new technologies". International Journal of Cultural Studies. Sage Publications. 11 (4): 419–439. doi:10.1177/1367877908096004. ISSN 1367-8779. OCLC 438850398. S2CID 145664316.
20. ↑  Humphreys, Laud (2011). Tearoom Trade: a study of homosexual encounters in public places. Transaction Publishers. ISBN 978-0-202-36942-6.